# ديك جويس
ديك جويس (بالإنجليزية: Dick Joyce)‏ هو لاعب كرة قاعدة أمريكي، ولد في 18 نوفمبر 1943 في بورتلاند في الولايات المتحدة، وتوفي في 23 يناير 2007 في رالي في الولايات المتحدة.